# Antoine de Crussol
Antoine de Crussol, duc d’Uzès (1565), pair de France (1572), est un chef militaire protestant durant les guerres de religion. Élevé dans une famille protestante, Crussol est l'un des premiers convertis de l'élite française. Chevalier d'honneur et familier de la reine Catherine de Médicis, il est employé à plusieurs reprises par la Couronne comme intermédiaire auprès des chefs huguenots.

## Famille et jeunesse

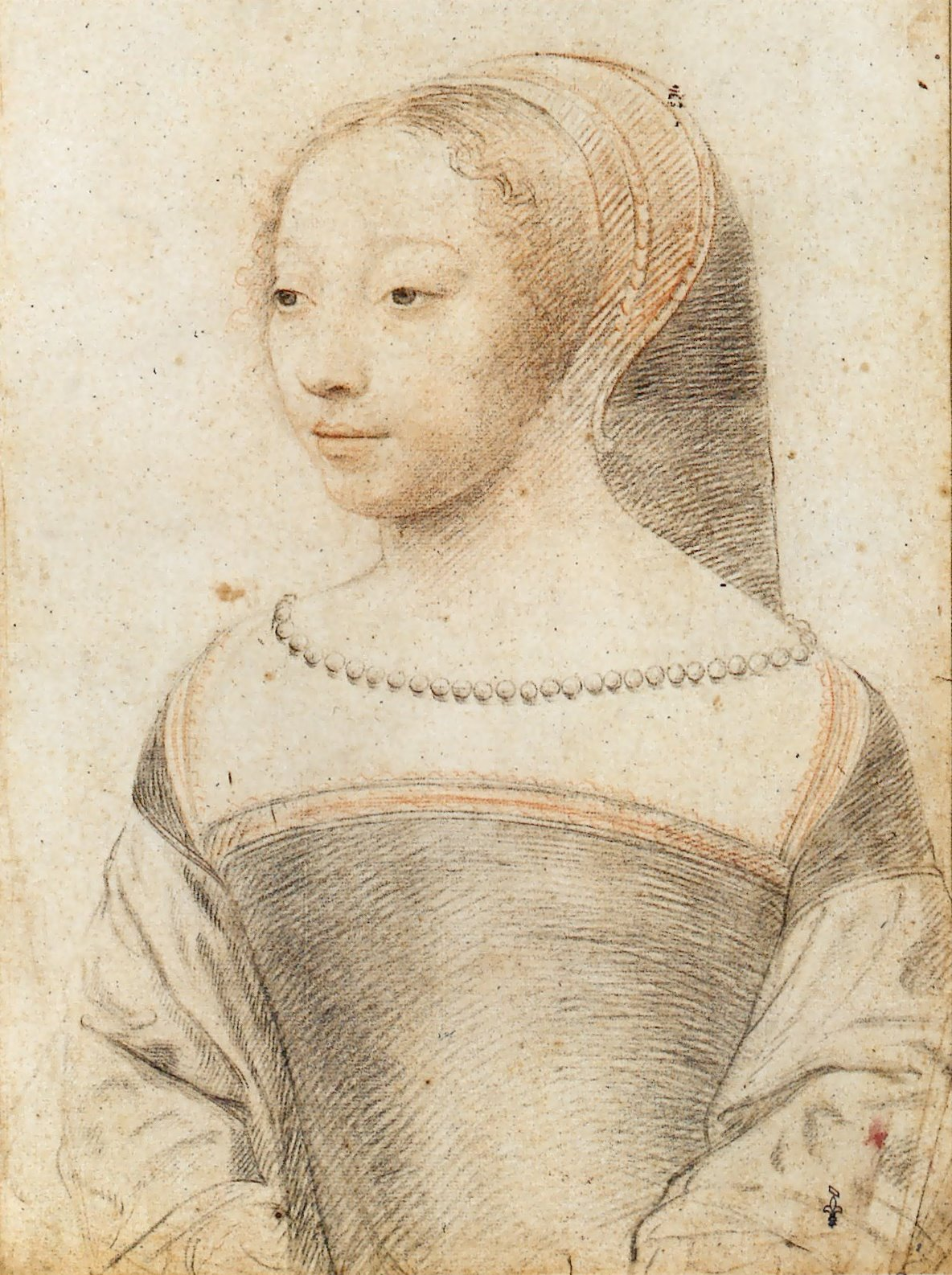
François Clouet, Louise de Clermont.

Antoine de Crussol nait le 21 juin 1528. Son père est Charles de Crussol d'Uzès et sa mère Jeanne de Genouilhac. Antoine et son frère Jacques de Crussol sont élevés dans une maison protestante dirigée par leur mère.
Il épouse Louise de Clermont, comtesse de Tonnerre, le 10 avril 1556, confidente de Catherine de Médicis, qui sert d'intermédiaire entre la cour et les nobles protestants. A l'occasion de leur mariage, le roi Henri II élève Crussol en comté à partir d'une baronnie.
Son frère Jacques, dit le baron d’Acier, commande les forces protestantes en Languedoc pendant la première guerre de religion. Il est devenu célèbre pour ses cruautés et n'a été épargné de représailles que grâce à l'intervention de son frère après sa capture en 1568. A la mort de Crussol en 1573, Jacques II se convertit au catholicisme pour hériter du titre d'Uzès.

## Règne de François II
Lorsque les troubles  se propagent dans le sud à la suite de la conjuration d'Amboise, Antoine de Crussol est nommé « lieutenant et commandant » pour ramener l'ordre en Provence et en Languedoc. Il favorise les protestants, au grand dam des consuls catholiques. 
Antoine de Bourbon dit Navarre et Louis Ier de Bourbon-Condé dit Condé se tenant dans le sud loin de la cour après la conjuration d'Amboise, le roi, convaincu de leur culpabilité, envoie Antoine de Crussol pour les amener devant le tribunal afin qu'ils puissent faire face aux accusations.

## Règne de Charles IX

### Nouveau régime
Lors de l'ascension de Charles IX, Antoine de Crussol est élevé à l'Ordre de Saint-Michel et obtient une place au conseil privé. Lors des états régionaux du Languedoc qui précèdent les états généraux en mars 1561, un délégué huguenot appelle à la confiscation de tous les biens cléricaux et à l'utilisation du produit de leur vente pour maintenir un clergé réformé. Crussol est parmi les nobles qui soutiennent cette proposition aux côtés d'une grande partie du reste de la noblesse du Languedoc. En août, à Pontoise, une version modifiée de cette proposition est approuvée par les deuxième et tiers états généraux.

### Commissaire
À la suite d'un message parvenu au tribunal du désordre violent en Provence, Crussol est envoyé comme commissaire pour travailler avec le gouverneur Tende à réprimer la guerre civile locale qui se développe entre les catholiques, les « Carcistes » ou « Marabouts », nom qui signifie « cruels et sauvages », du comte de Carcès, Jean V de Pontevès, sénéchal de France et lieutenant du roi, et les Razats du maréchal de Retz qui s'appuient sur les seigneurs d’Oppède, d’Oraison et d’Allemagne. Les consuls municipaux d'Aix protestent contre le choix de Crussol comme commissaire, arguant que son protestantisme le rend trop partial pour assumer le rôle. En réponse, les catholiques les plus militants sont expulsés du consulat d'Aix et de plusieurs villes voisines sur ordre royal. Cependant, sa préférence pour des alliés protestants dans la province se manifeste dans les mois suivants.
Rapportant aux états de Provence en avril 1561, Crussol souligne la grande obéissance et le respect pour le roi de ses coreligionnaires en Provence. La même année Catherine de Médicis supervise sa nomination comme « lieutenant et commandant » du Languedoc. Il en profite rapidement pour affirmer son autorité sur les régions du gouvernorat où se situent ses domaines à l'est. Tout au long des années 1560, Antoine de Crussol surenchérit sur d'autres acheteurs pour s'emparer des terres aliénées de l'Église lorsqu'elles deviennent disponibles dans le diocèse d'Uzès, consolidant ses biens dans la région.

### Première guerre de Religion
Pendant la première guerre de Religion, Antoine de Crussol est chargé de pacifier le Languedoc, mais Antoine de Crussol semble plus intéressé à se constituer une principauté. Les états languedociens de novembre 1562 et mars 1563 s'occupent de la construction et du financement d'un système de défense militaire qui sera placé sous son commandement ; ceux de novembre se réunissent sur les domaines de Crussol, venant de Nîmes ; après leurs délibérations, il accepte de devenir gouverneur du Languedoc pour la cause protestante. Il leur promet qu'il ne tolérera aucun catholique dans sa suite ; les états lui donnent 400 000 livres. Il procède à la nomination de gouverneurs subalternes pour administrer la province avec l'aide d'un petit conseil. Son frère Beaudiné est nommé lieutenant général du Languedoc. Les villes sont obligées de signer des serments, sur une ligne similaire aux serments des ligues catholiques. Lorsque Louis Ier de Bourbon-Condé est capturé lors de la bataille de Dreux en décembre 1562, Catherine saisit l'occasion pour châtier Crussol, l'exhortant à « se souvenir de ses devoirs en tant que sujet du roi et à faire désarmer ses compagnons protestants ».

### Paix d'Amboise
En 1563, avec la paix proclamée par la paix d'Amboise, la Provence obtint avec succès une exemption des termes des édits. Marseille fait campagne avec succès contre les dispositions de Crussol, arguant que le protestantisme n'a jamais été pratiqué dans la ville, et que donc son introduction serait inappropriée. Catherine de Médicis proteste contre le fait que Crussol est resté sous les armes, l'exhortant à remettre ses troupes à Guillaume de Joyeuse. Crussol, qui méprise Joyeuse, s'abstient de céder les territoires sous son contrôle jusqu'en août 1563. Crussol et son frère le baron d'Acier protestent lorsque Henri Ier de Montmorency dit Damville, le nouveau gouverneur du Languedoc, commence à installer des conseils municipaux catholiques dans des dizaines de villes protestantes du gouvernorat. Le gouvernement central envoie deux commissaires pour s'assurer que les élections des villes sont conformes à la paix d'Amboise.

### Tournée royale

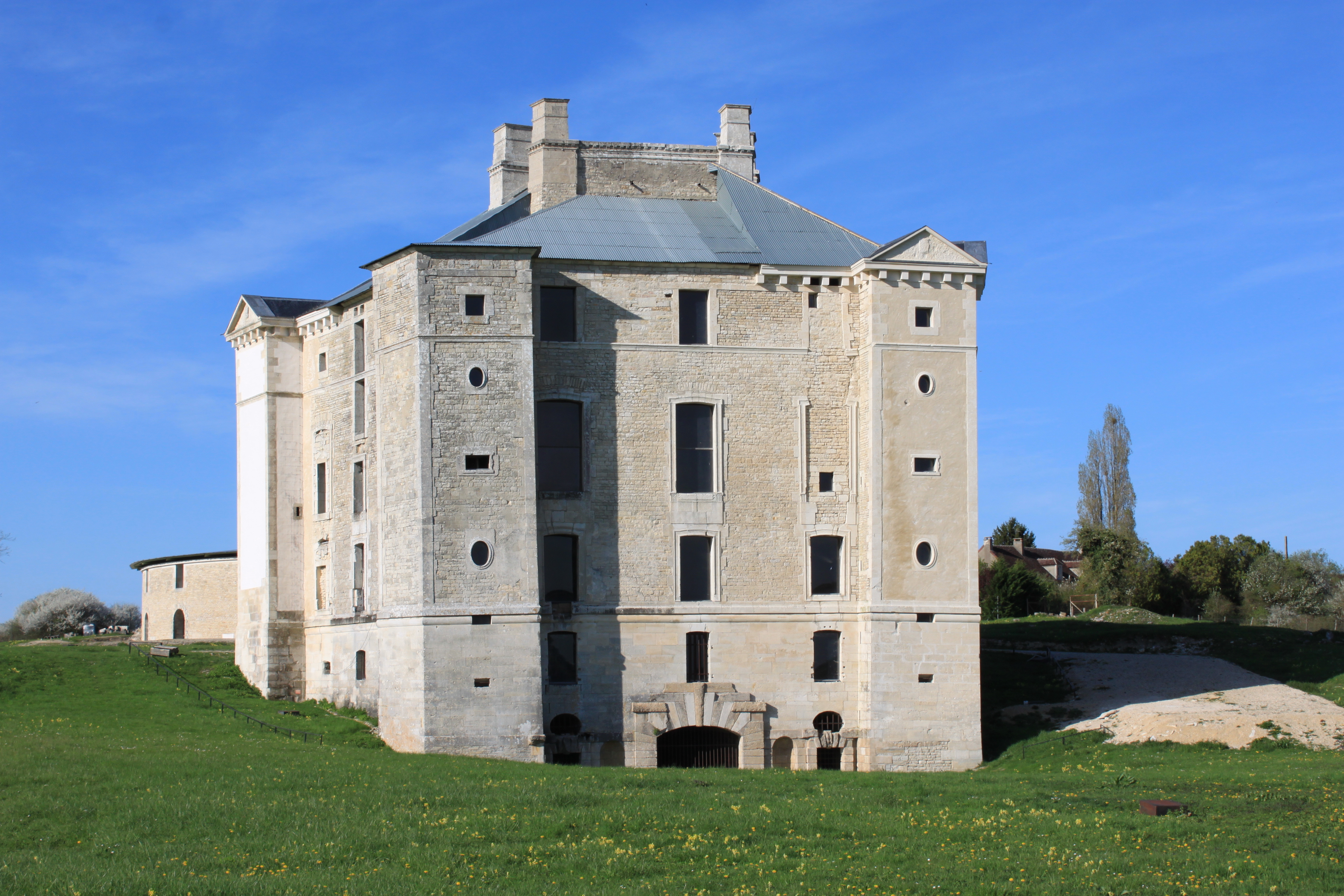
Chateau de Maulnes.

Lors du grand tour de France de Charles IX en 1564, il reçoit Charles IX, sa mère et sa cour au château de Saint-Privat, dont il est seigneur, avant de les accompagner dans leur voyage vers Nîmes. Lorsque le roi arrive à Montpellier, il tient conseil pour discuter des questions religieuses ; Crussol se trouve parmi ceux qui siègent au conseil. Grâce à l'influence de Louise de Clermont à la cour, en mai 1565, alors que le roi tient un lit de justice à Toulouse, il élève Antoine de Crussol au rang de duc d'Uzès, mais à la condition que s'il n'y a pas d'héritier mâle, le duché passe à la couronne.
La même année, Antoine et Louise font construire le château de Maulnes, dans le comté de Tonnerre (Yonne).

### Loyaliste
Antoine de Crussol visite rarement ses possessions les années suivantes, absorbé dans ses fonctions à la cour et dans la restauration du culte catholique à Nîmes. De retour à la cour, il est en effet nommé chef de la maison de la reine mère avec le titre de chevalier d'honneur. En 1566, il écrit au roi qu'il a réussi à réinstaller l'évêque de la ville. En janvier 1571, le duché d'Uzès est élevé au rang de pairie du royaume.
En 1572, avec les conséquences provoquées par le massacre de la Saint-Barthélemy, il se convertit au catholicisme. À la suite du massacre, La Rochelle est entrée en rébellion contre la couronne. Crussol l'aide dans ses efforts pour soumettre la ville, cependant, dans les mauvaises conditions des lignes de siège, il contracte une maladie et meurt le 11 août 1573. N'ayant pas d'enfants, son frère le baron d'Acier lui succède à ses titres.